# Quốc huy Nicaragua
Quốc huy Nicaragua lần đầu tiên được thông qua ngày 21 tháng 8 năm 1823 và trải qua nhiều sửa đổi trước khi phiên bản hiện tại được sử dụng từ 1971.

## Ý nghĩa

Phiên bản được sử dụng (1908-1971)

Phiên bản được dùng (1971-1999)

Hình tam giác biểu thị sự bình đẳng, cầu vồng cho hoà bình, gorro frigio (mũ Phrygian) tượng trưng cho tự do và năm ngọn núi nói về tình đoàn kết của năm quốc gia Trung Mỹ. Cuối cùng là dòng chữ vàng quanh biểu tượng – "REPULICA DE NICARAGUA - AMERICA CENTRAL" (tiếng Tây Ban Nha: CỘNG HOÀ NICARAGUA - TRUNG MỸ).